# Constantin Daniel
Constantin Daniel (n. 4 iunie 1914, Paris, Franța – d. 14 iunie 1987, București, România) a fost un medic psihiatru și orientalist român de origine evreiască. Unul dintre promotorii ergoterapiei în România. Preocupări în domeniul vechilor civilizații orientale („Orientalia Mirabilia”, „Scripta aramaica”). Traduceri de texte orientale. Membru al Uniunii Scriitorilor din 1976 și fost președinte al Asociației de Studii Orientale. Cunoscător al limbilor antice orientale (egipteana, ebraica, aramaica, dialectele semite din Canaan și altele), precum și a limbii eline și a latinei, Constantin Daniel întreprinde o sinteză dedicată culturilor antice din Orientul Mijlociu (egipteană, feniciană, asiro-babiloniană, arameică și hitită), comparabilă cu aceea a lui Maspero, cercetătorul care a ambiționat la începutul secolului al XX-lea o istorie generală a vechilor popoare din Orient.

## Biografia

### Primii ani

#### Familia
Constantin Daniel s-a născut în Paris, Franța pe 4 iunie 1914. Provine dintr-o veche familie de intelectuali craioveni (tatăl Alexandru Daniel, medic urolog, mama Elena Vălimărescu, fiica diplomatului și ministrului Constantin Vălimărescu) urmează studiile la celebrul liceu "Lakanal" din capitala Franței, unde își susține și bacalaureatul. 

#### Formarea
În 1934, se întoarce în România, unde se înscrie la Facultatea de Medicină din București.
În anii studenției la medicină a audiat și cursurile Facultății de Filosofie din București și a acumulat cunoștințe vaste în orientalistica antică, fiind influențat de personalități importante precum Nicolae Predescu, Mircea Vulcănescu și Mircea Eliade. În 1948, își ia licența în sociologie la Facultatea de litere și filozofie a Universității București cu profesorul Dimitrie Gusti, după care a început să studieze greaca veche, slava veche, ebraica (cu profesorul Meyer Halevy) și aramaica, dezvoltându-și gustul pentru egiptologie de la profesorul Frenkian, specialist în egipteană veche. A devenit membru al Uniunii Scriitorilor din 1976. A fost președintele Asociației de Studii Orientale. 
În Scurtă notă autobiografică Constantin Daniel scrie „Eu eram student la medicină și audiam totodată cursurile Facultății de Filozofie din București, când am început să mă apropii de orientalistică, în bună parte influențat și de profesorii Nicolae Predescu, Mircea Vulcănescu și Mircea Eliade, care, fiecare în felul său, mi-au deschis câte o fereastră către domeniu. Eram conștient de faptul că pentru a te putea iniția cât de cât în orientalistică trebuie sa cunoști bine câteva limbi străine care nu sunt tocmai la îndemâna oricui. Eu eram stimulat interior de cunoașterea limbilor greacă și latină - ceea ce nu-mi ajungea. Din aceasta cauză, după ce am luat licența în sociologie, cu profesorul Dimitrie Gusti, am pornit serios la treabă: am început sa studiez greaca veche, apoi slava veche, apoi ebraica (cu profesorul Meyer Halevy) și aramaica, dezvoltându-mi-se gustul pentru egiptologie – pe care mi l-am satisfăcut deprinzând «alfabetul» de la profesorul Frenkian, singurul nostru specialist în egipteana veche."
Înzestrat cu o enormă putere de muncă, cu o pasionată și multilaterală curiozitate științifică, de autentic enciclopedist, stăpânind perfect limbile clasice, limbile mai multor civilizații orientale și cinci limbi moderne și operând cu o metodă de cercetare și redactare de o exemplară rigoare, Constantin Daniel a cumulat informații de o excepțională erudiție, în teritoriul istoriei, culturilor și limbilor orientale (asiro-babiloneană, egipteană, ebraică, feniciană, hittită, indiană, aramaică, coptă).

### Cariera medicală
Din 1937, lucrează, mai întâi ca intern, în Spitalul "Gh. Marinescu" și parcurge treptele ierarhiei medicale, în învățământul universitar ajungând preparator, apoi asistent la catedra de psihiatrie. Au fost ani de o exemplară perseverență a muncii, când și-a împărțit timpul între îngrijirea bolnavilor, seminariile cu studenții și bibliotecă, încă din timpul facultății făcând parte din comitetul de redacție al revistei "Spitalul". În 1941, obține titlul de doctor în medicină și chirurgie, pe baza tezei "Contribuțiuni la studiul infecției provocate de Plasmodium ovale".
Până în 1946, a fost elevul și colaboratorul direct al prof. Petre Tomescu - mare psihiatru și ministru al sănătății în guvernul Antonescu. În 1948, își ia licența la Facultatea de litere și filozofie a Universității București. Urmează 19 ani de interdicție de a profesa medicina, în spital sau în policlinică. În acest timp își perfecționează metodic cunoștințele în limbile engleză, rusă, greaca veche și modernă, turcă, coptă, aramaică, egipteană. Reabilitat în 1964, va profesa ca psihiatru la Spitalul Poștelor, apoi la Policlinica Batiștei.

### Contribuțiile la orientalistică
Rezultatele cercetărilor sale, cu adevărat enorme din punct de vedere cantitativ și calitativ s-au materializat în numeroase cărți originale și traduceri. După eseul de patografie Alexandru Vodă Lăpușneanu (1944), a urmat pauza forțată amintită mai sus, când oricum, aria interesului său nu era adecvată solicitărilor timpului. Apoi însă, au apărut rând pe rând: Figuri ilustre din antichitate (1967, în col.); capitolul despre medicina mesopotamiană, din volumul Istoria medicinii orientale, apărut sub îngrijirea prof. V.I. Bologa (1970); Gândirea egipteană în texte (1974); Maxime, sentențe și aforisme din Egiptul antic (1975); Civilizația Egiptului antic (1975); Orientalia Mirabila, vol. I (1976); Psihosomatica feminină (în colaborare cu Vasile Văleanu), lucrare unică în literatura română și printre puținele în lume, constituind o veritabilă premieră pe plan internațional prin raportarea conceptelor de bază ale psihosomaticii la psihologia și patologia specifice femeii  (1977); Faraonul Kheops și vrăjitorii - Povestirile Egiptului antic (1977); Civilizația feniciană (1979); Scripta arameica, vol. I (1980); Civilizația asiro-babiloneană (1981); Tăblițele de argilă - scrieri din Orientul antic (1981); Civilizația sumeriană (1983); Pagini din gândirea militară universală, vol. I (1984); Cultura spirituală a Egiptului antic (1985), Misterele lui Zalmoxis (1986); Pe urmele vechilor civilizatii (1987).
A colaborat cu preotul și orientalistul Athanase Negoiță, semnând studii introductive în mai multe din cărțile acestuia și cu Ion Acsan, traducând împreună cu acesta texte din egipteana veche.
În cuvântul înainte la lucrarea sa Manuscrisele de la Marea Moartă, semitologul Athanase Negoiță afirma următoarele: „Constantin Daniel a fost unul dintre cei mai autentici „qumranologi”. Deși doctor în medicină (și ce medic!) el era un magister și în orientalistica antică. Studiile sale de orientalistică, apărute atît în cărți cît și în reviste, românești și străine, l-au confirmat ca pe un mare savant. Era însă de o modestie neobișnuită.”
Aurel-Dragoș Munteanu în cuvântul înainte a cărții a lui  Constantin Daniel Pe urmele vechilor civilizații scrie "Folosind vastele sale resurse intelectuale, cunoașterea aprofundată a limbilor antice orientale (egipteana, ebraica, aramaica, dialectele semite din Canaan și altele), precum și a limbii eline și a latinei, punând la contribuție o bibliografie variată și adusă la zi, Constantin Daniel, în întreaga sa activitate, întreprinde o operă comparabilă cu aceea a lui Maspero, cercetătorul care a ambiționat la începutul secolului nostru o istorie generală a vechilor popoare din Orient. Cultura română deține astfel una din puținele formulări cvasi-complete ale cunoștințelor noastre istorice și filologice referitoare la civilizațiile antice orientale."

## In memoriam
Strada din București unde se află casa în care a locuit (stradă numită anterior Brutari și apoi Filimon Sârbu) poartă astăzi numele său.

## Opere
- Civilizația feniciană: studiu, Editura Sport-Turism, București, 1970;
- Gândirea egipteană antică în texte (traducător), Colecția "Bibliotheca Orientalis", Editura științifică și enciclopedică, București, 1974;   Editura Herald, București, 2008;
- Maxime, sentințe și aforisme din Egiptul Antic: antologie (traducere, alcătuire, prefață), Editura Albatros (Colecția Cogito), București, 1975.
- Civilizația Egiptului antic, Editura Sport-Turism, București, 1976;
- Orientalia Mirabilia: studii și eseuri, Vol. I (Colecția "Bibliotheca Orientalis"), Editura științifică si enciclopedică, București, 1976 ;
- Tăblițele de argilă  - Scrieri din Orientul antic (în colaborare cu Ion Acsan), Biblioteca pentru toți, București, Editura Minerva, 1976; Editura Herald, București, 2008;
- Faraonul Kheops și vrăjitorii. Povestirile Egiptului antic (în colaborare cu Ion Acsan), Biblioteca pentru toți, București, 1977;
- Psihosomatica feminină (în colaborare cu Vasile Văleanu), Editura Medicală, 1977
- Arta egipteană și civilizațiile mediteraneene, Editura Meridiane, 1980
- Civilizația asiro-babiloniană, Editura Sport-Turism, București, 1981
- Scripta Aramaica, (Colecția "Bibliotheca Orientalis"), Editura științifică și enciclopedică, București, 1980; Editura Herald, București, 2008;
- Civilizația sumeriană, Editura Sport-Turism, București, 1983;
- Cultura spirituală a Egiptului antic, Cartea Românească, București, 1985;
- Pe urmele vechilor civilizații, Editura Sport-Turism, București, 1987;
- Kabala și literatura ei aramaică, Editura Herald, 2009 (postum)
- Misteriile lui Zamolxis: Cultura spirituala a geto-dacilor - Legile și ritualurile de inițiere pentru dobândirea nemuririi sufletului, Editura Herald, 2015 (postum)
- Esenienii și Manuscrisele de la Marea Moartă: - Studiu fundamental privind originile, învățăturile și influențele culturale ale misterioasei comunități de la Qumran, Editura Herald, 2021 (postum)